# Олдус Хаксли
Олдус Хаксли (енгл. Aldous Huxley; Годалминг, 26. јул 1894 — Лос Анђелес, 22. новембар 1963) је био енглески писац и један од најистакнутијих европских есејиста 20. века. Његови „романи идеја“ засновани на есејистичким моделима расправа и сукоба начела.
Написао је чувено дело Врли нови свет. У томе делу описује друштво, које функционише по принципима масовне производње и помоћу Павловљевих рефлекса. Људи се стварају у епруветама и унапред се одређује ко ће припадати којој класи људи по интелигенцији.

## Медицинска истраживања
Познат је и као заговорник коришћења психоактивних супстанци, о чему је исцрпно писао у својој књизи Врата перцепције (The Doors of Perception) по којој је састав Дорси (The Doors) добио име.
Хакслијеву пажњу су посебно привукла медицинска истраживања енглеског психијатра Хемфрија Озмонда, који је настојао новооткривену супстанцу ЛСД да употреби у лечењу одређених менталних поремећаја. Године 1953, Хемфри Осмонд је снабдео Хакслија са дозом мескалина.
Хаксли је добровољно експериментисао с психоделичним дрогама под надзором др Озмонда, закључивши да је ЛСД дрога која проширује свест и омогућује искорак у алтернативну стварност. У књизи „Врата перцепције“ истицао је да људски ум у свакодневном опажању делује као филтар који селективно пропушта само нужне информације, док ЛСД уклања овај филтар и тако чини кључ за врата спознаје. Кад се та врата једном отворе, онда навали бујица утисака, боја, звукова и слика, свакодневне ствари виде се друкчијима, јављају се чудне визије, а мисли које се обично сматрају баналним сада се показују као ствари од великога значења. То, по Хакслију, није ништа друго до мистична екстаза, директан улаз у трансцендентно. На темељу тога предвиђао је сензационалан препород религије чим ЛСД дође до ширих народних маса. Сматрао је да ако ова дрога може произвести религијске учинке, онда је она пуно више од пуког средства за промену расположења.

## Дела
У романима, новелама и есејима Хаксли је критичар грађанске интелигенције између два рата. Касније, после Другог светског рата, он је песимиста и савремену цивилизацију покушава да нађе у мистичним спекулацијама.

### Романи
- Сетни кром (1921)
- (1923)
- Јалово лишће (1925)
- Контрапункт (1928)
- Врли нови свет (1932)
- Безооки у Гази (1936)
- Након много лета умире лабуд (1939)
- Време мора бити заустављиво (1944)
- Мајмун и бит (1948)
- Геније и богиња (1955)
- Острво (1962)

### Кратке приче
- Лимбо (1920)
- (1922)
- Мали Мексиканац (САД - млади Архимедес) (1924)
- Две од три Грације (1926)
- Кратке свеће (1930)
- Јакобове руке; Бајка (крајем 1930-их)
- Сабране кратке приче (1957)

### Поезија
- Пламени точак (1916)
- Јона (1917)
- Пораз младости (1918)
- Леда (1920)
- (1929)
- The Cicadas (1931)
- Прва филозофова песма

### Путописи
- Идући путем (1925)
- Заједљиви пилат: дневник једног путовања (1926)
- Преко Мексичког залива (1934)

### Збирке есеја
- На маргини (1923)
- Идући путем (1925)
- Нови и стари есеји (1926)
- Праве студије (1927)
- Ради шта хоћеш (1929)
- Вулгарност у књижевности (1930)
- Музика ноћу (1931)
- Текстови и уводи (1932)
- Дрво маслине (1936)
- Речи и њихово значење (1940)
- Уметност виђења (1942)
- (1945)
- Наука, слобода и мир (1946)
- Теме и варијације (1950)
- Сутра, сутра и сутра (1952)
- Врата перцепције (1954)
- Рај и пакао (1956)
- Адонис и алфабет (1956)
- Сакупљени есеји (1958)
- Врли нови свет Ревизиран (1958)
- Књижевност и наука (1963)

Сценарији
- Врли нови свет
- Човеколики мајмун и есенција
- 1940 Гордост и предрасуда (колаборација)
- 1943 Госпођа Кири (колаборација)
- 1944 Џејн Ејр (колаборација са Џоном Хаусманом)
- 1947 Женска освета
- 1950 Прелудијум славе
- 1951 Оригинални сценарио (одбијен) за Дизнијев анимирани филм Алиса у Земљи чуда [8]
- 1971 Безоки у Гази (ББЦ мини серија у колаборацији са Робин Чапман)[9]

Аудио снимци
- 1955 Знање и разумевање [10][11]
- 1955 Ко смо ми? [11][12]

## Занимљивости
- Предавао је један семестар француски језик младом Џорџу Орвелу на Итону.
- Појављује се у горњем десном углу на илустрацији једног од најпопуларнијих албума свих времена “Клуб сломљених срца наредника Пепера” Битлса.
- ЛСД је први пут узео 24. децембра 1955, а последњи пут на самрти, 23. новембра 1963. Последње речи су му биле: „ЛСД 100 милиграма ИМ“ (у мишић).